# یواس‌اس نیمف (۱۸۶۳)
یواس‌اس نیمف (۱۸۶۳) (به انگلیسی: USS Nymph (1863)) یک کشتی بود که طول آن 161’ 2” بود. این کشتی در سال ۱۸۶۳ ساخته شد.